# Nontanun Anchuleepradit
Nontanun Anchuleepradit (นนทนันท์ อัญชุลีประดิษฐ์, spesso traslitterato come Nontanan Anchuleepradit), noto anche con lo pseudonimo di Kacha (คชา) (Bangkok, 8 giugno 1990), è un cantante e attore televisivo thailandese.

## Biografia
Inizia la carriera musicale nel 2008 grazie al concorso "R U Ready to be A Singer With L.C.H.", per poi partecipare diverse volte al talent show Academy Fantasia a partire dal 2012. Benché negli anni abbia pubblicato numerosi singoli, ha fatto uscire anche due album: Lonely Planet, nel 2015, e Kacha Another, nel 2017.
Dal 2012 intraprende anche la carriera di attore televisivo; l'interpretazione per cui è più ricordato è quella del personaggio di T-Rex in U-Prince Series, serie in cui recita al fianco di Nachjaree Horvejkul "Cherreen".
Ha inoltre collaborato col designer d'abbigliamento Smilehound per creare una linea d'abiti personale, "The Iconic Collection: Kacha x Smilehound".

## Discografia

### Album
- 2015 - Lonely Planet
- 2017 - Kacha Another

### Singoli
- 2008 - Sad Birthday
- 2012 - Thoe mai penrai tae chan pen
- 2012 - Plaai taang fun
- 2012 - Mai koie pae
- 2012 - Kae kaung lian baep
- 2013 - Bai saung
- 2013 - Hai chun ton ngao dee gwah kao mai rak tur
- 2013 - Hai chun ton ngao dee gwah kao mai rak tur (Piano Version)
- 2014 - Laeo tae ja kit
- 2014 - Tah roo gor kaung mai bauk
- 2015 - Satahngahn pen raung
- 2015 - Ror chun too trong nun (ft. Fukking Hero)
- 2016 - Roy yim kaung tur
- 2017 - Tai kwahm soht
- 2017 - Nup gae
- 2017 - I Found You (ft. Chonlathorn Kongyingyong)
- 2018 - Chua mohng tee pen jai
- 2018 - Pluto

## Filmografia

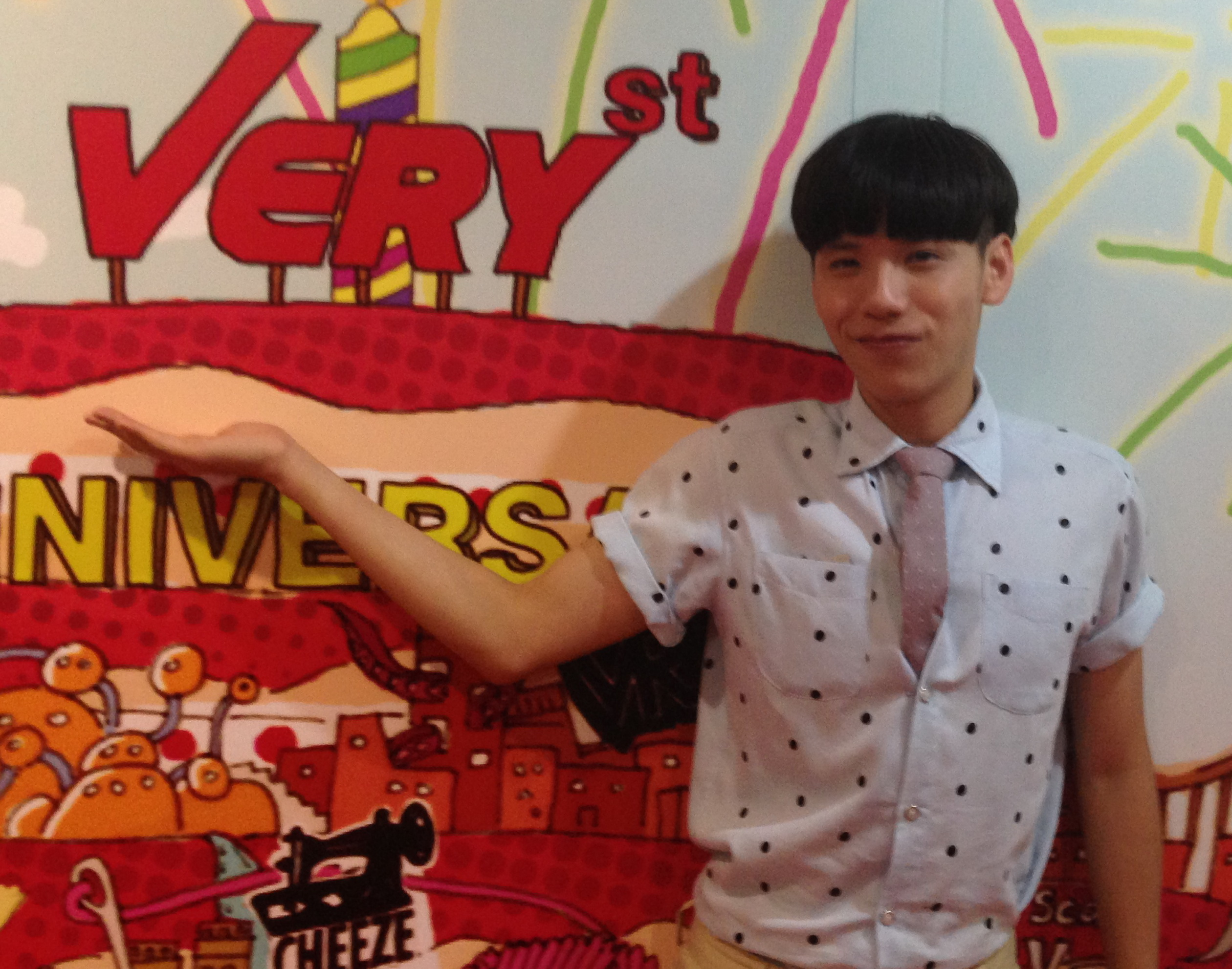
Kacha nel 2013

### Televisione
- Satarneerak pakrob - serie TV (2012)
- My Melody 360 Ongsa rak - serie TV (2013)
- Fly to Fin - serie TV, 12 episodi (2015)
- U-Prince Series - serie TV (2016-2017)
- Happiness - The Series - serie TV, 2 episodi (2016)
- Bangkok rak Stories - serie TV, 13 episodi (2017)
- Love Songs Love Series - serie TV, 5 episodi (2018)
- The Judgement - Like... dai rueang - serie TV (2018)
- Bangkok Love Stories - Hey You! - serie TV, 13 episodi (2018-2019)